# Surowikino
Surowikino (russisch Суровикино) ist eine Stadt mit 20.533 Einwohnern (Stand 14. Oktober 2010) in der Oblast Wolgograd im Süden Russlands.

## Lage
Die Stadt liegt 155 km westlich von der Gebietshauptstadt Wolgograd, am rechten Don-Zufluss Tschir in der Nähe von dessen Mündung in den Zimljansker Stausee des Don. Die nächstgelegene Stadt ist Kalatsch am Don; dieses liegt rund 50 km östlich von Surowikino.

## Geschichte
Der Ort entstand Überlieferungen zufolge im Jahre 1744 und wurde nach seinen Erstsiedlern benannt, dem altorthodoxen Kosaken Stepan Surowikin und seinem Sohn Foma. Aus einem kleinen Kosakendorf wurde erst im Jahre 1900 eine größere Siedlung, als dort ein Bahnhof an einer neu verlegten, von Wolgograd aus führenden Strecke eröffnet wurde. 1966 wurde Surowikino eine Stadt und zugleich Zentrum des neu gebildeten gleichnamigen Rajons innerhalb der Oblast Wolgograd.

### Bevölkerungsentwicklung
| Jahr | Einwohner |
| ---- | --------- |
| 1939 | 4.891     |
| 1959 | 9.653     |
| 1970 | 15.187    |
| 1979 | 16.950    |
| 1989 | 18.336    |
| 2002 | 20.338    |
| 2010 | 20.533    |

Anmerkung: Volkszählungsdaten

## Wirtschaft und Verkehr
In und um Surowikino wird vorwiegend Landwirtschaft betrieben; die Industrie ist in der Stadt lediglich mit Nahrungsmittelbetrieben, einem Asphalt- und einem Stahlbetonwerk vertreten.
Durch Surowikino führt die Fernstraße M21 von Wolgograd bis in die Ukraine sowie die Eisenbahnstrecke von Wolgograd nach Rostow am Don.